# ستار 947
Star 947 ( 94.7 FM ) هي محطلة اذاعية تبث من ترينيداد وتوباغو.

## أخبار
توفر محطة الراديو الأخبار من خلال نشرات الأخبار طوال أيام الأسبوع. إلى جانب 96 WEFM و107.7 FM Music For Life، يتم تقديم ملخصات إخبارية قصيرة كل ساعة تقريبًا على مدار نصف ساعة خلال ساعات النهار.
أوقات النشرة الحالية هي كما يلي:
| أيام الأسبوع |
| ------------ |
| 6:30 صباحا   |
| 7:30 صباحا   |
| 8:30 صباحا   |
| 9:30 صباحا   |
| 10:30 صباحا  |
| 11:30 صباحا  |
| 12:30 مساءا  |
| 1:30 م       |
| 2:30 ظهراً    |
| 3:30 مساءا   |
| 4:30 مساءً    |
| 5:30 مساءا   |
| 6:30 مساءا   |

## روابط خارجية
- الموقع الرسمي

## أنظر أيضا
- 95 النهائي
- هوت 93